# Piéronne la Bretonne
Piéronne la Bretonne, també coneguda com a Pierrone, Pierronne la Bretonne i Perrinaïc, va ser una dona bretona del segle xv que deia tenir visions de "Déu vestit amb una llarga bata blanca amb una túnica vermella per sota". Pièronne, qui podria haver conegut a Joana d'Arc l'any 1429, va intentar defensar la seva reputació a Corbeil. Per aquest motiu, Pièronne va ser arrestada el març de 1430 i cremada a la foguera el 3 de setembre de 1430.

## Orígens
Es creu que Pièronne era originaria de la Bretanya occidental ("Bretagne bretonnante"), però es desconeix amb exactitud la data i el lloc del seu naixement. 

## Edat adulta
No es coneix gaire de la vida de Pièronne a banda de breus descripcions en diverses fonts del segle xv. Va ser descrita com a companya d'un frare Franciscà anomenat Germà Richard, qui també  va ser conegut per la seva associació amb diversos místics i visionaris incloent a Joana d'Arc, i també va ser un dels predicadors favorits de la reina Maria d'Anjou. El Germà Richard va conèixer a Joana d'Arc a la ciutat de Troyes a principis de juliol de 1429, però les fonts del segle xv no fan cap esment de la presència de Pièronne. Anatole France pensava que Pièronne "havia seguit [Joana] a la seva marxa de Sully," però l'única certesa és que estava amb Joana durant el Nadal de 1429, ja que les posteriors acusacions contra ella esmentaven que les dues, Pierronne i Joana van rebre l'Eucaristia del Germà Richard.

## Arrest i execució
Pièronne es trobava entre un grup de dones que van intentar defensar la reputació de Joana d'Arc proclamant públicament que Joana "era bona, i que allò què va fer estava ben fet i d'acord amb la voluntat divina ." Les autoritats pro-angleses van arrestar Pièronne i les altres dones a Corbeil el març de 1430. Va ser portada al Paris ocupat i posada a prova pel clergat de la universitat de la ciutat. Amenaçada amb una execució sumària llevat que es retractés, va ser cremada a la foguera el 3 de setembre de 1430. La raó donada per l'execució de Pierronne  era la seva afirmació que déu se li havia aparegut "Dèu vestit amb una llarga bata blanca amb una túnica vermella per sota" i "ella no estava disposada a retractar-se mai de la seva afirmació que sovint veia Déu vestit d'aquesta manera, raó per la qual va ser jutjada per ser cremada aquell dia."
Donat que aquesta és una acusació força curiosa, els historiadors moderns han especulat que la raó real per la seva condemna van ser les seves declaracions donant suport a Joana d'Arc. Pierre Lanéry d'Arc - un descendent del germà de Joana, Pierre, qui va escriure extensament sobre ella - va explicar: "Perrinaïc havia afirmat en bastantes ocasions les virtuts de Joana i la seva missió divina: i els anglesos, enrabiats, la van condemnar per morir cremada viva."

## Footnotes
1. 1 2  Jules Quicherat, "Procès de Condamnation et de Réhabilitation de Jeanne d'Arc", Vol. IV, p. 467.
2. 1 2  Henri Daniel-Lacombe, "L'hote de Jeanne d'Arc à Poitiers: Maître Jean Rabateau," p. 328.
3. 1 2  Henri Daniel-Lacombe, "L'hote de Jeanne d'Arc à Poitiers: Maître Jean Rabateau", p. 333.
4. 1 2  Anatole France, "The Life of Joan of Arc," Vol II, pp. 186–187.
5. ↑  J. Trevedy, "Le Roman de Perrinaïc" in "Revue de Bretagne de Vendée & d'Anjou," Vol. 11, p. 26.
6. ↑  E. Jordan, "Perrinaïc," in "Annales de Bretagne," vol. 9, pp. 425–426.
7. ↑  Jules Quicherat, "Procès de Condamnation et de Réhabilitation de Jeanne d'Arc," Vol. IV, p. 474.
8. ↑  Anatole France, "The Life of Joan of Arc", Vol II, p. 119.
9. ↑  Regine Pernoud and Marie-Veronique Clin, "Joan of Arc: Her Story," p. 63.
10. ↑  Jules Quicherat, "Procès de Condamnation et de Réhabilitation de Jeanne d'Arc", Vol. IV, pp. 461-474; pp. 502–504.
11. 1 2  Anatole France, "The Life of Joan of Arc," vol. II, p. 185.
12. ↑  Vita Sackville-West, "Saint Joan of Arc," p. 247.
13. ↑  "Pierre Lanéry d'Arc (1861-1920)" WorldCat retrieved February 3, 2017
14. ↑  Pierre Lanéry d'Arc, "Le livre d'or de Jeanne d'arc: Bibliographie raisonnée et analytique," p. 413.